# Lenzen-Wustrower Elbniederung
Das Naturschutzgebiet Lenzen-Wustrower Elbniederung liegt auf dem Gebiet des Landkreises Prignitz in Brandenburg.
Das Gebiet mit der Kenn-Nummer 1427 wurde mit Verordnung vom 16. Mai 1990 unter Naturschutz gestellt. Das 999 ha große Naturschutzgebiet erstreckt sich südöstlich der Kernstadt Lenzen (Elbe) und nordwestlich der Kernstadt Schnackenburg (Landkreis Lüchow-Dannenberg) entlang der Elbe und entlang der in der Elbmitte verlaufenden Landesgrenze zu Niedersachsen. Nördlich verläuft die B 195.
Von September 2005 bis August 2009 wurde der Elbdeich an der Lenzen-Wustrower Elbniederung zurückverlegt. Dabei wurden 430 Hektar Überflutungsfläche geschaffen und knapp 77 Hektar Auwald angepflanzt.